# Бела (річка)
Бела (словац. Belá) — річка, притока Вагу, в Жилінському і Пряшівському краях, Високі Татри.
Довжина — 23,6 км. Площа басейну — 244 км². Середня витрата води — 3,48 м³/с.
Витік розташований на висоті близько 976 метрів; є продовженням Тихого потоку.
Впадає у Ваг на висоті 629 метрів.